# Chrysozephyrus mushaellus
Chrysozephyrus mushaellus is een vlinder uit de familie van de Lycaenidae. De wetenschappelijke naam van de soort werd als Zephyrus mushaellus in 1938 gepubliceerd door Matsumura.

## Ondersoorten
- Chrysozephyrus mushaellus mushaellus
  - = Chrysozephyrus chungianus Murayama, 1958
- Chrysozephyrus mushaellus rileyi (Forster, 1940)
  - = Zephyrus rileyi Forster, 1940
  - = Chrysozephyrus morishitai Chou & Zhu, 1994
- Chrysozephyrus mushaellus hsuehshanus Murayama & Shimonoya, 1969[2]
  - = Chrysozephyrus hsuehshanus Murayama & Shimonoya, 1969
- Chrysozephyrus mushaellus moritai Koiwaya, 2000
- Chrysozephyrus mushaellus nishimurai Koiwaya, 2000
- Chrysozephyrus mushaellus sakaguchii Koiwaya, 2002